# Юстировка
Юстировка (на руски: Юстировка; на немски: justieren – настройвам) – съвкупност от операции за привеждане на уреди, оптични системи и измерителни инструменти в състояние, което им осигурява нормална точност, правилност и надеждност на действие.